# Stoneyford
Stoneyford – osada w Anglii, w hrabstwie Devon, w dystrykcie Mid Devon, w civil parish Cullompton. Leży 19 km od miasta Exeter. W 2020 miejscowość liczyła 526 mieszkańców.